# Daniele Farlati
Daniele Farlati (San Daniele del Friuli, 22. veljače 1690. − Padova, 25. travnja 1773.), talijanski isusovac i povjesničar.

## Životopis
Rodio se u San Danieleu u Furlanskoj 1690. godine. Stupio u isusovački red 1707., a filozofsko-teološki studij pohađao u Bologni do 1713., u Padovi do 1718., potom u Rimu, te svećenikom postao 1721. Po završetku studija određen je za pomoćnika Riceputiju (1723. – 1742.) na izradbi djela o crkvenoj povijesti Balkana i kroz to su vrijeme uglavnom prikupljali izvornu građu. Nakon Riceputijeve smrti 1742. Farlatiju je povjereno nastaviti rad na pisanju zamišljenoga djela. Priredio je. odgovarajućim bilješkama popratio, a mjestimice i dopunio građu koju je već bio sredio njegov prethodnik, pa je 1751. u Mletcima objelodanio prvi svezak djela Sveti Ilirik (Illyricum sacrum), u kojem je sadržana crkvena i svjetovna povijest Dalmacije i grada Salone do 316. te prikaz klime. Za života je izdao još tri sveska, drugi 1753 (sadržava nastavak crkvene i svjetovne povijesti Dalmacije), treći 1765 (donosi povijest Splitske crkve do propasti Salone 614.) i četvrti 1769. (obrađuje povijest sufraganskih biskupija Splitske metropolije, od kojih mnoge odavno više ne postoje). Do 1772. pripremio je građu za peti svezak (sadržava prikaz povijesti Zadarske nadbiskupije i Zagrebačke biskupije, te njihovih sufraganskih crkava), koji je pod njegovim imenom 1775. objavio njegov nasljednik G. G. Coleti. Pod Farlatijevim i Coletijevim imenom tiskani su 1800. šesti svezak (sadržava povijest Dubrovačke nadbiskupije i njezinih sufraganskih biskupija) i 1817. sedmi svezak (prikazuje povijest više biskupija s područja Crne Gore, Albanije i Srijema). Posljednji, osmi svezak (donosi povijest ostalih katoličkih biskupija s područja Srbije i Bugarske) Coleti je tiskao 1819. samo pod svojim imenom. Djelo Illyricum sacrum važno je za povijest južnoslavenskih naroda, osobito Hrvata, a posebnu vrijednost daje mu bogata izvorna građa koja je ondje objavljena.